# ルーカス・シウバ・メロ
トゥタ（Tuta）ことルーカス・シウバ・メロ（Lucas Silva Melo, 1999年7月4日 - ）は、ブラジル・サンパウロ出身のサッカー選手。カタール・スターズリーグ・アル・ドゥハイルSC所属。ポジションはディフェンダー。

## 経歴
2019年1月、アイントラハト・フランクフルトと4年半契約を結んだ。2019年8月にはKVコルトレイクに期限付き移籍した。この移籍に際し、幹部のフレディ・ボビッチは前年に同じくベルギーへ期限付き移籍し、のちに復帰した鎌田大地の例を引き合いに出している。
フランクフルト復帰後の2020-21シーズンは、「信じられないほど冷静で、ボールロストもほとんどなかったパフォーマンス」と形容されるなど評価され19試合に出場した。
2025年8月4日、カタールのアル・ドゥハイルSCに完全移籍した。契約期間および移籍金の額が非公表となっているが、ドイツサッカーのニュースサイトであるBulinews.comによればフランクフルトには1500万ユーロの移籍金が支払われ、選手は5年契約を結んで総額2500万ユーロの報酬を受け取るとされている。

## タイトル
アイントラハト・フランクフルト
- UEFAヨーロッパリーグ : 2021-22